# Frór
Frór es un personaje ficticio del mundo de fantasía del escritor J.R.R. Tolkien la Tierra Media. Es un enano perteneciente a la casa de los barbiluengos, segundo hijo del rey Dáin I y por lo tanto de ascendencia directa con el propio Durin I. Es hermano de Thrór y Grór y por tanto pariente directo de enanos como Thráin II, Thorin II Escudo de Roble, Dáin II Pie de Hierro, Fíli y Kíli.

## Historia
Frór, el segundo hijo del rey Dáin I, nació en el 2552 T. E. y murió en el 2589 T. E.. Nació en el Reino enano de las Montañas Grises, donde vivió toda su corta vida hasta que, en el 2589 T.E., él y su padre fueron asesinados por un dragón de frío procedente de Forodwaith. Los supervivientes se dividieron en dos grupos: una parte siguió al hijo mayor del rey Dáin, Thrór, quien restableció el Reino de Erebor; la mayor parte siguió al hijo menor del rey, Grór, estableciéndose en las Colinas de Hierro.